# Iglesias (kommunhuvudort)
Iglesias är en kommunhuvudort i Spanien.   Den ligger i provinsen Provincia de Burgos och regionen Kastilien och Leon, i den norra delen av landet, 210 km norr om huvudstaden Madrid. Iglesias ligger 847 meter över havet och antalet invånare är 153.
Terrängen runt Iglesias är platt. Runt Iglesias är det glesbefolkat, med 11 invånare per kvadratkilometer. Närmaste större samhälle är Estépar, 7,7 km öster om Iglesias. Trakten runt Iglesias består till största delen av jordbruksmark.